# (3038) Bernes
(3038) Bernes (1978 QB3) – planetoida z grupy pasa głównego asteroid okrążająca Słońce w ciągu 3,81 lat w średniej odległości 2,44 j.a. Odkryta 31 sierpnia 1978 roku.